# Caja ELF
La caja acústica ELF (del inglés Extended Low Frecuency) es un tipo de caja que limita intencionalmente la respuesta en frecuencia de un altavoz.

## Características
Se trata de una caja hermética que contiene un altavoz grande. Al estar hermética se condiciona el movimiento del diafragma, que debe luchar contra la compresión del aire contenido en el interior. Al hacerse rígido el movimiento, se limita la capacidad de lograr frecuencias altas. Al ser un fenómeno físico, evita tener que procesar el sonido para filtrar agudos.
Una desventaja es que la potencia de sonido obtenida está limitada por las propias características de la caja

## Usos
Es utilizada mucho en la actualidad en subwoofer en home cinema.
- Datos: Q5739377